# Torrington
Torrington es una aldea en el centro de Alberta, Canadá, dentro del condado de Kneehill.  Se encuentra aproximadamente a 160 kilómetros noreste de Calgary en el cruce de la autopista 27 y la autopista 805.
La aldea se encuentra en la división censal n.º 5 y en la circunscripción federal de Crowfoot.
La principal industria es la agricultura.
La comunidad alberga el Museo Gopher Hole, dedicado a las ardillas de tierra de Richardson disecadas (técnicamente no son topos) en escenarios de taxidermia antropomórfica.
En el pueblo se encuentra una gran escultura de un topo al aire libre (de 3 metros de altura) llamada "Clem T. GoFur".
Las 11 bocas de incendio de Torrington fueron pintadas para que parecieran topos.
Torrington se constituyó como pueblo hasta 1997, cuando se disolvió para pasar a ser una aldea bajo la jurisdicción del condado de Kneehill.

## Demografía
En el censo de población de 2021 realizado por Statistics Canada, Torrington registró una población de 306 habitantes viviendo en 137 de sus 146 viviendas privadas totales, un cambio de 52,2% con respecto a su población de 2016 de 201. Con un área de terreno de 0,4 km² (0,2 mi²), tenía una densidad de población de 765,0/km en 2021.
Como lugar designado en el Censo de Población de 2016 realizado por Statistics Canada, Torrington registró una población de 170 viviendo en 83 de sus 89 viviendas privadas totales, un cambio de -5% con respecto a su población de 2011 de 179. Con una superficie de terreno de 0,63 km² (0,2 mi²), tenía una densidad de población de 269,8/km en 2016.